# Pokrajina Ancona
Pokrajina Ancona (v italijanskem izvirniku Provincia di Ancona, izg. Provinča di Ankona) je ena od petih pokrajin, ki sestavljajo italijansko deželo Marke. Meji na severu s pokrajino Pesaro e Urbino, na vzhodu z Jadranskim morjem, na jugu s pokrajino Macerata in na zahodu z Umbrijo.

## Večje občine
Glavno mesto je Ancona, ostale večje občine so (podatki 1.1.2011):
| Občina              | Prebivalcev |
| ------------------- | ----------- |
| Ancona              | 102.807     |
| Senigallia          | 44.839      |
| Jesi                | 40.515      |
| Fabriano            | 31.924      |
| Osimo               | 33.591      |
| Falconara Marittima | 27.964      |

## Naravne zanimivosti
Vseh šest občin, ki se nahaja na morski obali pokrajine, si močno prizadeva za ohranitev čistega okolja in predvsem čistega morja. Vsako jesen in zimo si na obalah sledijo viharji z močnimi vetrovi, ki znatno poškodujejo in erodirajo vse ozemlje. Zato je treba takoj spomladi poskrbeti za popravila in ponovno urejanje marin in plaž. Kljub temu so kar štiri občine (Ancona, Senigallia, Sirolo in Numana) že več let zaporedoma nosilke mednarodnega priznanja Modra zastava, ki jo FEE (Foundation for Environmental Education) podeljuje najčistejšim kopališčem in marinam.
Seznam zaščitenih področij v pokrajini:
- Krajinski park Conero (Parco regionale del Conero)
- Krajinski park Gola della Rossa e Frasassi (Parco naturale regionale della Gola della Rossa e di Frasassi)
- Naravni rezervat Ripa Bianca (Riserva naturale regionale orientata di Ripa Bianca)

## Zgodovinske zanimivosti
Leta 1198 je papež Inocenc III. razdelil posestva svoje države na štiri province, ena od katerih je krila približno ozemlje današnje ankonske pokrajine, iz česar se da razumeti pomembnost teh krajev v sklopu Papeške države. Na čelu province je bil rettore (rektor), ki je bil odgovoren izključno papežu. Pozneje, v štirinajstem stoletju, ko je moral kardinal Albornoz z vojsko spet pridobiti izgubljena posestva, je bila država preurejena. Sam Albornoz je leta 1357 sestavil ustavni zakon, ki je pravno urejeval novo stanje teh posesti. Razdelil je obširno Papeško državo na pet okrožij in eno od teh je spet bila Ankonska marka. Zanimivo je, da je ostala zapisana v zgodovini s tem imenom, čeprav je baje bilo njeno upravno središče v mestu Macerata.